# Хидрантско црево
Хидрантско црево је неопходан део стабилног система за гашење пожара. Служи да се вода из хидранта допреми до места где се гаси пожар.